# 수소화물

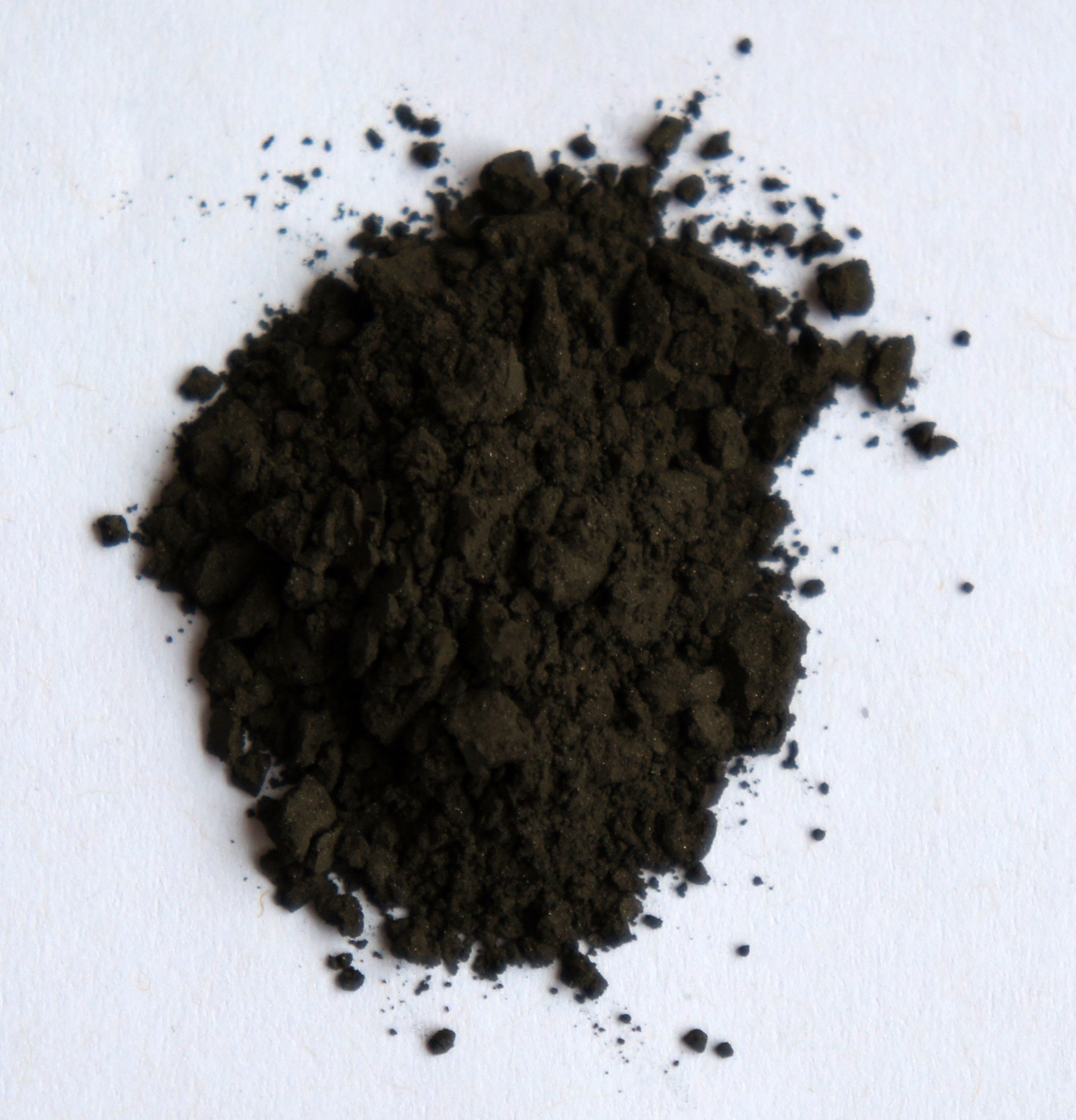
티타늄 하이드라이드 TiH2 수소화물

수소화물(Hydride) 또는 수소화합물은 수소와 다른 원소가 결합하여 이루어진 화합물이다. 공유 결합된 수소 원자를 포함하는 대부분의 화합물을 수소화물이라고 하는데, 물은 산소와 결합되어 만들어진 수소화물이고, 암모니아는 질소와 결합하여 만들어진 수소화물이라고 부를 수 있다. 무기화학에서의 수소화물은 낮은 전기 음성도의 원소에 수소가 공유 결합된 화합물과 이온 등을 말한다. 수소화물 음이온은 매우 드물게 발견된다.
헬륨, 네온, 아르곤, 크립톤, 프로메튬, 오스뮴, 이리듐, 라돈, 프랑슘, 라듐 등의 원소를 제외한 거의 대부분의 원소가 수소와 화합물을 형성한다. 별난 원자와 같은 수소화 포지트로늄 역시 만들어질 수 있다.

## 결합
수소와 다른 원소 사이의 결합은 공유 결합의 정도가 높은 것부터 다소 낮은 것까지 다양하다. 보레인 수소화물 같은 경우 고전적 전자 계수에 맞지 않고 그 결합이 다중 중심 결합인 반면 틈새형 수소화물 같은 경우는 금속 결합을 포함하기도 한다. 수소화물은 이산 분자, 올리고머, 중합체, 이온성 화합물, 틈새형 벌크 금속 등 다양한 물질이 될 수 있다. 수소화물은 일반적으로 루이스 염기 또는 환원제로써 작용하지만 일부 금속 수소화물은 수소 원자의 공여체로써 작동해 산으로 작용하기도 한다.

## 작용
- 수소화 붕소나트륨, 수소화 알루미늄 리튬, 디이소부틸알루미늄하이드라이드(DIBAL), 리튬 트리에틸보로하이드라이드 같은 수소화물들은 화학 합성에서 환원제로 흔하게 사용된다. 이 수소화물들은 대개 불포화탄소인 친전자성 중심에 더해진다.
- 수소화 나트륨과 수소화 칼륨 등의 수소화물은 유기 합성에서 강력한 염기로 작용한다. 이 수소화물들은 브론스테드 약산이 수소 분자(H2)를 방출할 때 반응한다.
- 수소화 칼슘과 같은 수소화물은 유기용매로부터 극소량의 물을 제거하기 위한 건조제로써 사용된다. 이 수소화물은 물과 반응하여 수소 및 수산화 염을 생성한다.
- 수소화물은 니켈-금속 수소화물 배터리 기술과 같은 축전지 기술에서 중요하게 이용된다. 다양한 금속 수소화물들은 연료 전지를 사용하는 전기차를 포함한 수소경제에서의 수소 저장 수단으로 조사되어 왔다.
- 수소화물 복합체는 다양한 촉매 사이클에서 촉매와 촉매 중간체의 역할을 맡는다. 중요한 몇 가지 예로는 수소화, 수소화 탈황, 하이드로포밀화, 하이드로실릴화 등이 있다. 심지어 수소화효소는 수소화물 중간체를 통해 작용한다. 에너지 운반체인 니코틴아마이드 아데닌 다이뉴클레오타이드(NAD)는 수소화물 공여체 또는 수소화물과 동등물로 작용한다.

## 수소화물 이온
자유 수소화물 음이온은 극한적인 환경 속에서만 존재하며, 등질의 등장액에서는 생겨나지 않는다. 그러나 많은 화합물들이 수소화물의 특성을 가진 수소 중심을 가지고 있다. 수소화물 이온은 전자화물을 제외하고 전자 2개와 양성자 1개로 이루어진 가능한 한 간단한 음이온이다. 수소는 전자 친화도가 72.77kJ/mol로 비교적 낮은 전자 친화도를 가지고 있으며, 루이스 강염기로써 양성자와 발열 반응을 한다.
{\displaystyle {\ce {H- + H+ -> H2}}} ΔH = −1676 kJ/mol
수소의 낮은 전자 친화력과 H-H 결합의 강도(ΔHBE = 436 kJ/mol) 때문에 수소화물은 강력한 환원제가 된다.
{\displaystyle {\ce {H2 + 2e- <=> 2H-}}} E o = −2.25 V

## 수소화물의 종류
일반적인 정의에 따르면, 일부 비활성 기체를 제외하고 주기율표에 있는 모든 원소는 적어도 하나 이상의 수소화물을 구성한다. 이 물질들은 결합하는 성질의 종류에 따라서 주로 세 종류로 분류된다.
- 이온성 수소화물: 중요한 이온 결합 성질을 지니고 있다.
- 공유 수소화물: 수소 원자에 공유 결합하여 이루어지는 화합물로 탄화수소 및 기타 화합물이 있다.
- 틈새형 수소화물: 금속 결합을 가지고 있는 수소화물.

이런 분류는 보편적으로 사용되지는 않지만, 수소화물들의 차이를 이해하는 데에 유용하다.

### 이온성 수소화물
이들은 수소의 화학량론적 화합물이다. 이런 이온성 또는 염성 수소화물들은 일반적으로 알칼리 금속 또는 알칼리 토금속인 양전기성 금속과 결합된 수소화물로 구성된다. 유로퓸, 이테르븀 같은 란타넘족 원소들은 더 무거운 알칼리 토금속들의 수소화물들과 유사한 수소화물들을 형성한다. 이런 물질들에서 수소화물은 유사할로젠화물로 여겨진다. 염성 수소화물들은 비분자 구조로 인해 기존 용매에 용해되지 않는다. 이온성 수소화물은 염기로 이용되며 가끔씩 유기 합성에서 환원 시약으로 사용된다.
{\displaystyle {\ce {{\overset {acetophenone}{C6H5C(O)CH3}}{}+ {\overset {potassium\\hydride}{KH}}-> C6H5C(O)CH2K{}+ H2}}}
이런 반응에 주로 사용되는 일반적인 용매는 에터이다. 물과 다른 양성자성 용매들은 이온성 수소화물들의 매질 역할을 할 수 없다. 수소화물 이온은 수산화물 및 대부분의 수산기 음이온보다 더 강한 염기성을 띄기 때문이다. 일반적인 산-염기 반응에서는 수소 가스가 방출된다.
{\displaystyle {\ce {NaH + H2O -> H2_{(g)}{}+ NaOH}}}
ΔH = −83.6 kJ/mol, ΔG = −109.0 kJ/mol
종종 알칼리 금속 수소화물은 금속 할로젠화물과 반응한다. 수소화 알루미늄 리튬(LAH)은 수소화 리튬과 염화 알루미늄의 반응으로 생성된다.
{\displaystyle {\ce {{\overset {lithium\\ hydride}{4 LiH}}+ AlCl3 -> LiAlH4{}+ 3 LiCl}}}

### 공유 수소화물
정의에 따르면, 공유 수소화물은 수소를 포함하는 다른 모든 화합물을 포함한다. 일부 정의에서는 수소화물을 정말로 수소화물로써 반응하는 친핵성 수소 중심을 가지거나 수소 원자가 금속 중심에 결합된 것으로 제한하기도 한다. 이런 수소화물들은 모든 순수 비금속과 Al, Ga, Sn, Pb, Bi, Po 등의 원소로 구성되어 일반적으로 자연 상태에서 금속성을 띈다. 이 분류는 P-블록 원소들의 수소화물을 포함한다. 이러한 물질들에서의 수소 결합은 약산 내에서 양성자가 만들어내는 결합과 유사한 공유 결합의 형태가 된다.이 분류에서는 개별 분자, 중합체, 올리고머 등의 형태로 존재하는 수소화물과 표면에 화학적 흡착하는 수소가 포함된다. 공유 수소화물에서 특히 중요한 것은 합성 과정에서 흔하게 사용되는 강력한 용해성을 가진 복합 금속 수소화물이다.
분자 형태의 수소화물에서는 이따금 추가적인 리간드가 결합될 수 있다. 예를 들어 디이소부틸알루미늄하이드라이드(DIBAL)은 수소화물의 리간드로 연결된 두 개의 알루미늄으로 구성된다. 일반적인 용매에 용해되는 수소화물은 유기 합성에서 폭넓게 사용된다. 그 중에서도 특히 자주 쓰이는 것은 수소화붕소나트륨(NaBH4), 수소화알루미늄리튬, 그리고 DIBAL과 같은 물질이다.

### 틈새형 수소화물
틈새형 수소화물은 금속이나 합금 속에 흔하게 존재한다. 이들은 화합물의 정의에 정확하게 맞지는 않지만 일반적으로 화합물이라고 불리며, 강철과 같은 일반적인 합금과 유사하다. 이런 수소화물에서 수소는 단일 원자 또는 이원자 상태로 존재할 수 있다. 기계적 또는 열적 처리 - 금속을 구부리거나, 때리거나 가열 냉각 처리를 하는 등 - 로 인해서 탈기가 일어나 수소가 용액에서 침전될 수 있다. 이것들의 결합은 일반적으로 금속성 결합이다. 벌크 전이 금속들은 수소에 노출되었을 때 틈새형 이원자 수소화물을 형성한다. 이러한 체계는 보통 격자 단위마다 다양한 양의 수소가 존재하는 비화학량적인 시스템이다. 재료 공학에서 수소 취성 현상은 틈새형 수소화물의 형성으로 인해 발생한다. 이러한 유형의 수소화물은 두 가지의 주요 메커니즘 중 하나에 따라 형성된다. 첫 번째 메커니즘은 이수소의 흡착, H-H 결합의 분리, 수소 전자의 비편재화, 마지막으로 양성자가 금속 격자로 확산되는 과정을 포함한다. 두 번째 메커니즘은 전해 실험에 사용되는 특정 전극의 일시적인 부피 팽창을 일으킨다.
팔라듐은 실온에서 자기 부피의 최대 900배에 달하는 수소를 흡수하여 팔라듐 수소화물을 형성한다. 이 물질은 차량 연료전지의 수소 이송 수단으로 거론되기도 했다. 틈새형 수소화물은 안전한 수소 저장 방법으로서의 확실한 가능성을 보여 준다. 중성자 회절 연구에 의하면, 수소 원자는 금속 격자의 팔면체 간극을 차지한다. (fcc 격자에는 금속 원자당 하나의 팔면체 구멍이 있다) 상압에서의 흡수 한계는 PdH 0.7로 팔면체 구멍의 약 70%가 채워져 있음을 나타낸다.
실온 대기압 환경에서 쉽게 수소를 흡수하고 방출하는 여러 가지 수소화물이 만들어져 왔다. 이들은 대개 금속간 화합물과 고용체 합금을 기반으로 한다. 그러나 이것의 응용 분야는 여전히 제한적인데, 수소를 저장할 수 있는 양은 2중량%에 불과하기 때문에 차량 등에 사용하는 용도로써 이용하기에는 부적합하다.

### 전이금속 수소화물
전이금속 수소화물에는 분류상 공유 수소화물로 분류될 수 있는 수소화물이 포함된다. 일부는 심지어 틈새형 수소화물이나 다른 가교 수소화물로 분류되기도 한다. 전이금속 수소화물은 수소 중심과 전이금속의 단일 결합을 갖는 형태로 구성된다. 전이금속 수소화물 중 일부는 산성을 띄기도 한다(예: HCo(CO)
4 또는 H
2Fe(CO)
4). 음이온 칼륨 노나히드리도르헤네이트 [ReH
9]2− 및 [FeH
6]4−는 호몰레틱 금속 수소화물 분자의 대표적 예시이다. 비 할로젠화물에서 수소화물 리간드는 양극으로 극성화된 수소 중심과 결합할 수 있다. 양수소 결합이라고도 불리는 이 상호작용은 양의 극성을 가진 양성자와 개방형 고립 전자쌍의 음전하 원자 사이에 존재하는 수소 결합과 유사하다.

### 프로타이드
프로튬을 포함하고 있는 수소화물은 프로타이드라고 한다.

### 중수소
중수소를 포함하고 있는 수소화물은 중수소화물이라고 한다. LiD와 같은 몇몇 중수소화물은 수소폭탄의 중요한 핵융합 원료이며 원자로의 유용한 감속재로 사용된다.

### 삼중수소화물
삼중수소를 포함한 수소화물은 삼중수소화물이라고 한다.

### 혼합 음이온 화합물
다른 음이온들과 함께 수소화물을 포함하는 혼합 음이온 화합물이 존재한다. 여기에는 붕소 수소화물, 탄수화물, 수소화질화물,  옥시수소화물 등이 있다.

## 둘러보기
- 모체 수소화물
- 히드론
- 하이드로늄 이온
- 양성자
- 수소 이온

## 같이 보기
- 모체 수소화물
- 히드론
- 하이드로늄 이온
- 양성자
- 수소 이온